# Вулиця Лейтенанта Мукана
Ву́лиця Лейтена́нта Муканá — вулиця в Черкасах.

## Розташування
Починається від проспекту Хіміків, простягається на південний схід спочатку до залізниці, потім перетинає її і повертає на північ. Через 200 м, знову повертає на південний схід. Впирається у вулицю Попівку, яка водночас є об'їзною дорогою Черкас. Через цю дорогу вулиця продовжується вже як вулиця села Хутори.

## Опис
Вулиця неширока, повністю асфальтована.

## Історія назв
Вулиця була утворена в 1961 році і названа на честь Олексія Сурікова, Героя Радянського Союзу.
23 листопада 2023 сесія Черкаської міської ради ухвалила рішення про перейменування вулиці Сурікова на вулицю лейтенанта Мукана на честь черкащанина, журналіста, загиблого у російсько-українській війні Володимира Мукана.

## Будівлі
По вулиці розташовані лише промислові підприємства, Черкаський навчальний центр № 62 та Черкаська виправна колонія № 62.